# Arco Grande
Arco Grande är en ort i Mexiko.   Den ligger i kommunen Rioverde och delstaten San Luis Potosí, i den centrala delen av landet, 300 km norr om huvudstaden Mexico City. Arco Grande ligger 1 135 meter över havet och antalet invånare är 143.
Terrängen runt Arco Grande är kuperad åt sydväst, men åt nordost är den platt. Runt Arco Grande är det ganska glesbefolkat, med 29 invånare per kvadratkilometer. Närmaste större samhälle är Río Verde, 16,7 km öster om Arco Grande. I omgivningarna runt Arco Grande växer i huvudsak blandskog.